# アイドル
アイドル（英語: Idol）は、熱狂的なファンを持つ歌手、俳優、タレントなどを表す言葉。英語の「idol」（偶像、崇拝される人や物）から生まれた言葉である。
英語圏では、アイドルは「teen idol（10代のファンが多いアイドル）」と呼ばれることが多いが、日本のアイドルは定義の異なる部分が多いため「Japanese idol」と分けて表現される。日本のアイドルやそのビジネス形態は、K-POPなど他のポップアイドル産業の「アイドル売り（ドル売り）」のロールモデルとなった。

## 概要・特徴
キャラクター性を全面に打ち出し、歌・ダンス・演技・お笑いなど幅広いジャンルで芸能活動を展開しやすいのが特色である。
「アイドル」である場合は熱狂的ファンからは、女性アイドルには処女性、男性アイドルには「性的接触者が居ない」という理想像を概ね持たれている。そのため、熱愛などのスキャンダル発覚や、結婚報道後に売上が激減し、商品価値がなくなる場合がある。
日本において女性アイドル産業が特に盛んな背景として、「元来女性は、男性にはない感動しやすい習性、精緻なる感受性をもつがゆえに、巫女的な妹の力（いものちから）を得て、生きる力、幸福への道を伝えることができる」とする、民俗学者・柳田國男の評論が持ち出されることもある。
経済学者の田中秀臣は、「アイドルの人気には不景気を打破する効果はないのに、多くの人はアイドルで景気が良くなると錯覚してしまう。そのため、不況時には、さまざまなアイドルが誕生し、想定外の奇抜なアイドルを出現させてしまう」と述べる。

## 定義
社会学者の稲増龍夫は、「アイドル」を「わが国においてきわめて特異な発展を遂げたメディア文化現象」と定義し、日本的文脈における「アイドル」とは「1970年代以降に生まれた、若者をターゲットにした歌謡ポップス歌手の総称」とした。
社会学者の小川博司は、アイドルは音楽や言葉やパフォーマンスによって自己のキャラクターを提示し、「疑似的仲間」であるファンにその「生けるキャラクター」を商品として販売する「生ける・キャラクター・商品」であるとした。
ポピュラー文化研究者の香月孝史は、「偶像崇拝としてのアイドル」「"魅力"が"実力"に優るものとしてのアイドル」「ジャンルとしてのアイドル」と三つに分類し、前二者を「存在としてのアイドル」として定義し、「ジャンルとしてのアイドル」と対比するものとした。
メディア研究者の田島悠来は、研究対象としての「アイドル」を「メディア上でパフォーマンスを行う者であり、熱狂性を伴う活動を実践する者たちから支持/応援される対象（"推し"の対象）」とした。
フリーライターのカネコシュウヘイは、「アイドル」を『成長過程をファンと共有し、存在そのものの魅力で活躍する人物』と定義している。
中森明夫は「虚構であるけれども生身の人間。それをアイドル（偶像）として捉えて、楽しむ。だから時代時代によってアイドルの成立条件は違う」と時代によって定義が異なることを前提としている。

## 歴史

### アイドルの起源

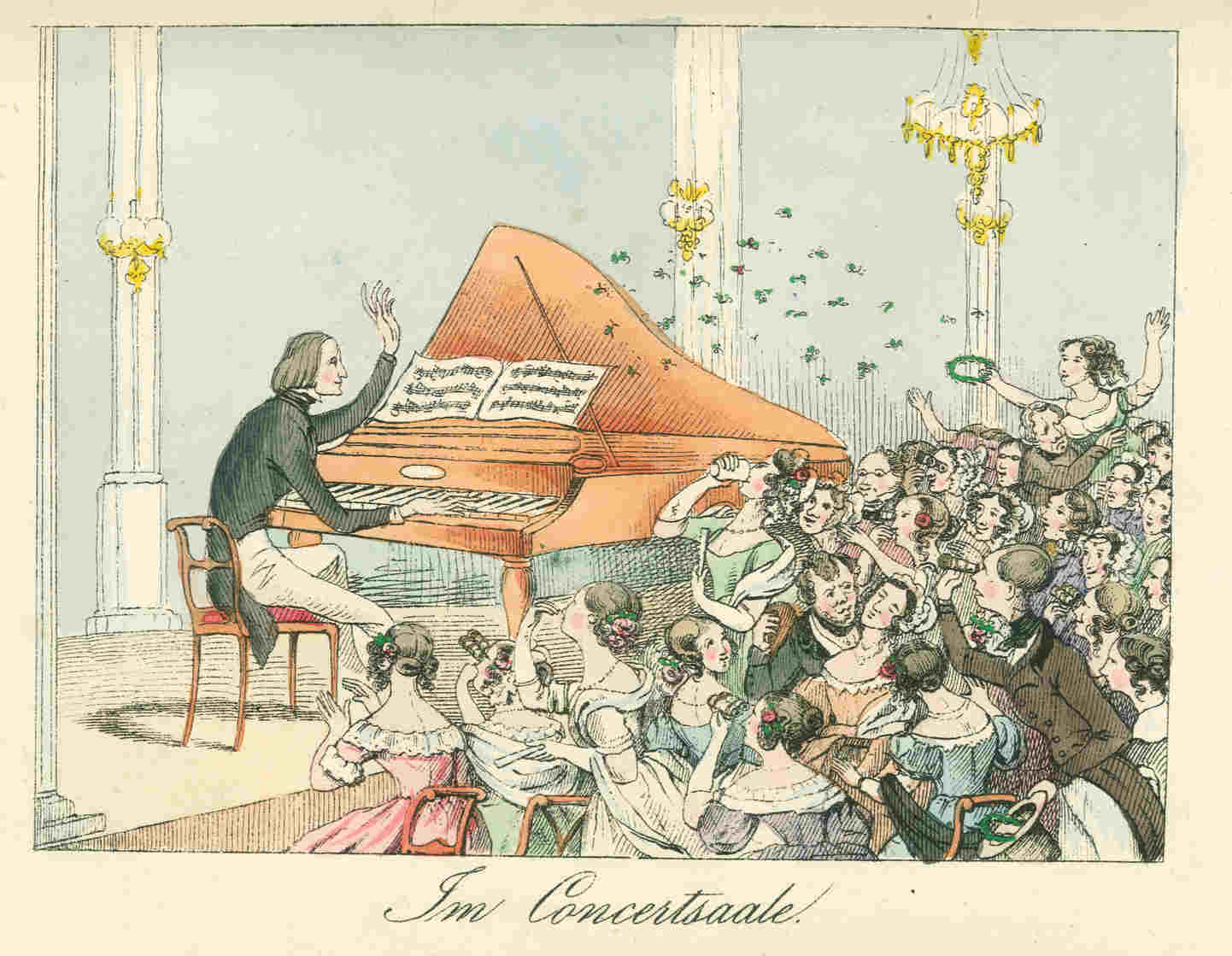
フランツ・リストと彼のファン（1842年）－テオドール・ホーゼマン画

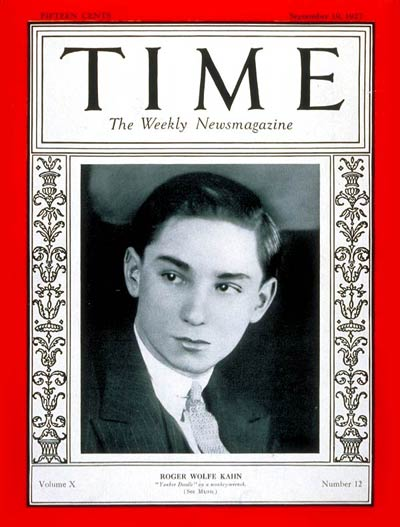
米『TIME』誌の表紙を飾るロジャー・ウルフ・カーン（1927年9月19日）

ティーンエイジャーのアイドルとして扱われた最初の人物は、ハンガリー出身のピアニスト・フランツ・リストである。彼は、1840年代に10代の少女たちの間で熱狂的な支持を集め、やがてこの現象を「リストマニア」と呼ぶようになった。
1924年に16歳でジャズバンドを結成したロジャー・ウルフ・カーンは、アメリカ初のティーンアイドルだったとされる。10代の頃、彼はずっと「ミリオネア・マエストロ（大金持ちの大音楽家）」と呼ばれていた。
アメリカの女性オペラ歌手・ジェラルディン・ファーラーは、20世紀初頭に「ジェリー・フラッパー」と呼ばれる若い女性ファンを多く抱えていた。
ルディ・ヴァリーは、コンサートが完売するほど何百人もの10代の少女たちから憧れられた、最初のアメリカのポピュラー歌手とされる。彼は自身のための映画（『The Vagabond Lover』）が作られた最初のポピュラー歌手とも言われている。
1940年代でのキャリアの初期は、たびたびボビーソクサー（1940年代に流行したボビーソックスに代表される、ゆったりとした服装を身に着けた若い女性）へのアピールと関連があるフランク・シナトラもまた、最初のティーンアイドルの一人であったとみなされている。

### 日本におけるアイドル
日本においては当初「アイドル」という言葉は、主に日本国外の芸能人を対象にした呼称として用いられた。「日本で最初の正統派アイドル」として挙げられる一人に、昭和戦前期に活動した明日待子がいる。
1960年代には映画が衰退し、本格的なテレビ時代の到来、グループ・サウンズのブームが巻き起こる過程で、徐々に「スター」と並行して「アイドル」の呼称が用いられるようになった。テレビという映像文化の登場は、それまで超越的な存在であった「スター」に対し、より身近で親しみやすい存在「アイドル」を産み出した。評論家の小林信彦は、日本においてアイドルという言葉が使われ始めた時期について、次のように述べている。
1964年、ジャニー喜多川によるジャニーズ事務所が設立され、多くの男性アイドル集団が世に送り出された。社会学者の周東美材は、1960年代の日本におけるジャニーズ・タレントの人気やグループ・サウンズのアイドル化には、冷戦構造化の軍事・経済の分業体制と高度経済成長という、戦後日本に固有の歴史的前提があったと論じた。
1968年に設立された新興のレコード会社であったCBSソニー（現・ソニー・ミュージックレコーズ）は、先行する他社との差別化戦略として、アイドル歌手によるヤング・ポップス路線を推し進めた。また、それまでレコード会社が楽曲制作を自社の専属作家に任せていたのを無所属の作家に開放したことが切っ掛けで、「アイドル歌謡」が隆盛するようになった。
1970年代に至り、未成熟な可愛らしさ・身近な親しみやすさなどに愛着を示す日本的な美意識を取り入れた独自の「アイドル」像が創造された。1971年開始のオーディション番組『スター誕生!』は、「お茶の間」「一家団欒」「テレビ」という、当時の日本のメディア状況に適合して一時代を築き上げ、1970年代を通じてアイドルを生み出した。日本のポピュラー音楽産業はアイドル・ブームに沸き、テレビではアイドルの出演しない音楽番組は成り立ちにくくなっていった。『スター誕生!』は、テレビメディアの主導により「アイドル」という芸能カテゴリーが誕生し、日本社会に定着していく役割を果たした。社会学者の稲増龍夫は、貧困家庭で育った山口百恵とポストモダン的な生き方を体現した松田聖子を例に挙げ、1970年代から1980年代の日本におけるアイドル・ブームには、高度経済成長と一億総中流社会が実現したことが背景にあると論じた。
1970年には30%以下であったカラーテレビの普及率は、1975年には90.3%に到達した。カラーテレビの普及は、日本のアイドル文化が発展するうえで大きな役割を果たした。化粧品会社のキャンペーンソング合戦に示されるイメージソングや、広告出演、テレビドラマ出演と、1970年代から1980年代のアイドル生産のシステムは、テレビの世界と深く関わるものであった。この時代のアイドルは、テレビの世界の住人であった。
1980年代末期から1990年代初頭の昭和から平成の変わり目に『夜のヒットスタジオ』や『ザ・ベストテン』『歌のトップテン』等の歌番組が相次いで終了すると、アイドル歌手のメディア露出は激減し、新人アイドルのプロモーションは極端に難しくなった。アイドル歌手は、テレビドラマやCM出演でかろうじてテレビの世界に立ち位置を残した。ここから1990年代後半にSPEEDやモーニング娘。が登場するまでの間を「アイドル冬の時代」と呼ぶ。
2000年代には動画配信サービスなどのインターネット文化が定着。AKB48は、そうした新しいメディア環境と内在的に結びつき、人気を広げていった。AKB48の成功を受けて、その後数多くのアイドルグループが生まれていった。
2010年代に至り、「アイドル戦国時代」と称されるグループアイドル・ブームが到来する。大所帯のアイドルグループでは「第○○期生」という形でメンバーの世代が示され、「花の82年組」と称された中森明菜や小泉今日子ら昭和時代のアイドルが「アイドル」界以外の実社会の時間と同期していたのとは異なり、個々のアイドルグループが実社会の時間と連動しない独自の歴史を刻むようになっていった。メディア研究者の西兼志は、アイドルグループを野球やサッカーなどのスポーツチームに準え、「オーディション」や「卒業」といった独自のシステムをもつグループ形態であるが故に成功し、「アイドル」が文化として定着したと論じた。
また、「アイドル」というジャンル全体で主たる活動の場がテレビメディアではなくなり、ライブ・イベント会場やSNSでの活動が中心となっていった。マスメディアへの露出度や知名度の高い特定のアイドルが「芸能人」となる一方で、インディーズで活動するライブアイドル・地下アイドルや、東京以外の地域に活動拠点を置き、ローカルな場でのライブなどで活動するご当地アイドルなど、従前のようなメディアスターではない多様な形態のアイドルも、「アイドル」としてカテゴライズされていくようになった。一定の形式と自らアイドルと名乗ることで芸能ジャンルとしての「アイドル」に参入可能となったことは、多様化と同時に飽和の可能性がある。
2010年代以降、情報通信技術の進展によってインターネットに常時接続できる環境が整い、SNSや動画配信サイト、スマートフォン向けアプリなどで、アイドルグループやメンバー個人が情報発信やライブ配信をすることが一般的となった。「アイドル」はメディアの発達と不可分に結びつき、「アイドル文化」というひとつのメディア文化として定着した。一方リベラル派からは2020年代以降定着した「推し文化」を巡る負の問題や、「恋愛禁止ルール」、「卒業」制度に表れるエイジズム、コンセプト化したガールクラッシュの分析など、「アイドル」は現代文化としてフェミニズムやジェンダー研究による批判対象となっている。

## 男性アイドル史

### 1950年代、1960年代

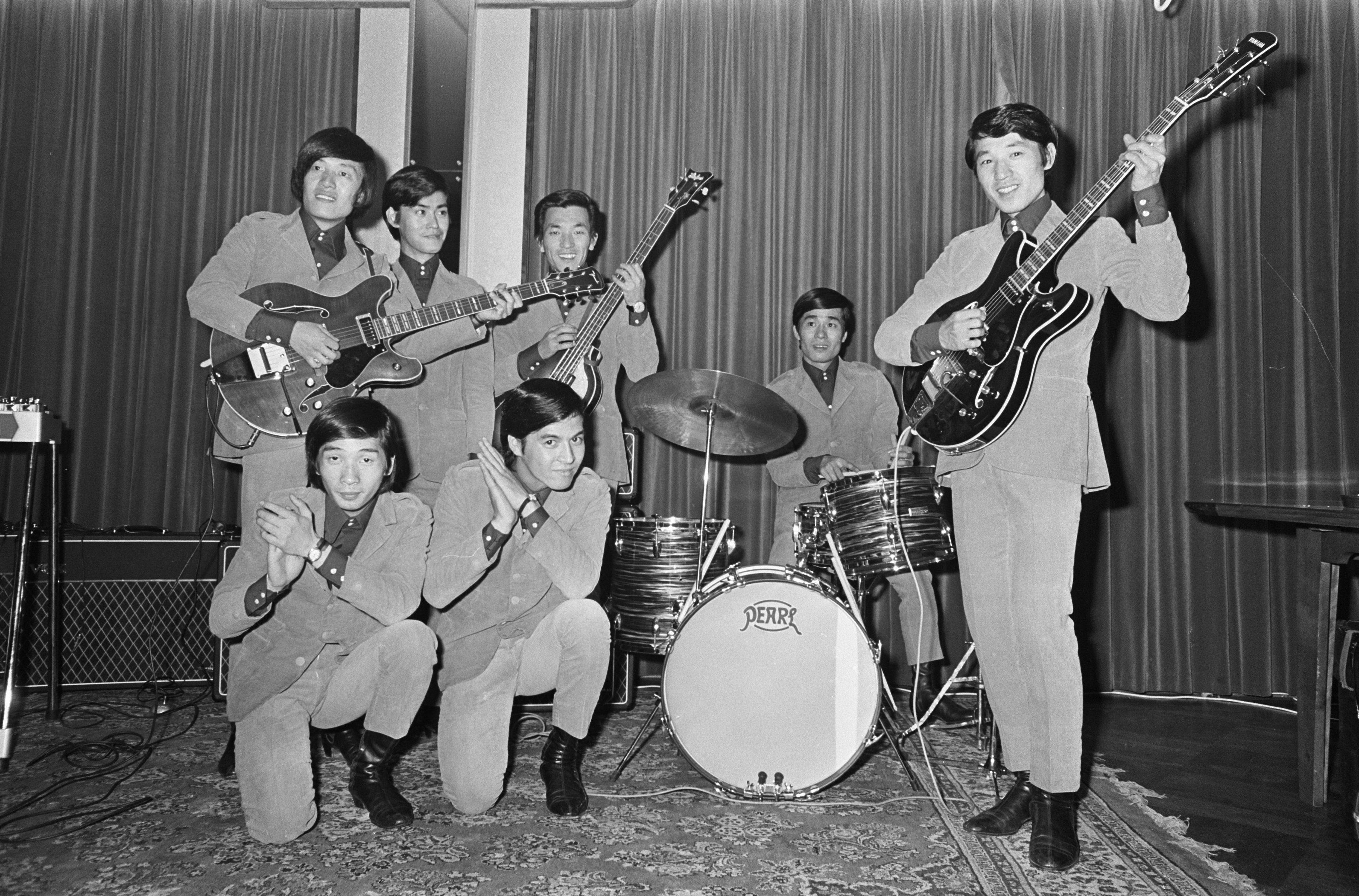
ザ・スパイダース

1950年代のロカビリーブームでは平尾昌晃、ミッキー・カーチス、山下敬二郎が「ロカビリー3人男」として売り出され、アイドル的な存在として人気となった。
歌謡界では、ロカビリーブーム直前の1957年12月にデビューした神戸一郎がアイドルの元祖と紹介されることもある。1960年代に「御三家」と呼ばれた西郷輝彦らが人気となり、ほどなく三田明も登場した。
1962年にはジャニーズ事務所の第1号グループであるジャニーズがデビューし、歌って踊るという現代に繋がるアイドルのスタイルが確立された。他にスリー・ファンキーズらの、いかにも芸能的・商業主義的なアイドルも存在し、ジャニーズのあおい輝彦らは時代に即したスターとして週刊明星、週刊平凡のグラビアを飾り、ブロマイドの売り上げは人気のバロメーターになっていた。
1960年代半ばにはグループ・サウンズブームが起こり、ザ・スパイダース、ザ・タイガース、テンプターズ、オックス、ジャガーズ、ワイルドワンズらが大人気となった。グループ・サウンズでは、ザ・タイガースの沢田研二、ザ・テンプターズの萩原健一らが特に人気があった。

### 1970年代
郷ひろみ、西城秀樹、野口五郎から成る「新御三家」は、3人とも主に歌手として活動した。さらに、ザ・タイガースの後もソロとして活動を続けた沢田研二は、ソロデビュー後も次々と大ヒット曲を世に送り1977年の「勝手にしやがれ」では、同年の『日本レコード大賞』を受賞。
この時代の男性アイドルのレコードジャケットやブロマイド、アイドル雑誌のグラビアではヨーロッパの城のような建物をバックに撮られた「白馬に乗った王子様」というような非現実的なイメージのものも多く、女性アイドル同様、手の届かない別世界のスターとして記号化される事例も見られた。一例として、ギリシャ神話の彫像のような恰好をした郷ひろみの「裸のビーナス」のジャケットやメルヘンチックなタイトルの「イルカにのった少年」がヒットした城みちるがあげられる。また、豊川誕のように「不幸な生い立ち」が売り出しの際に喧伝されたものもいた。一方で、テレビの普及を背景に『笑点』の「ちびっ子大喜利」出身のグループずうとるびや、オーディション番組『スター誕生!』出身の城みちる、『スター・オン・ステージ あなたならOK!』出身のあいざき進也、『レッツゴーヤング』の「サンデーズ」出身の太川陽介・渋谷哲平・川崎麻世らのように素人、あるいは素人然としたタレントとしてテレビ番組に出演し、その成長とともに視聴者のアイドルとなる者もいた。

### 1980年代
1979年の『3年B組金八先生』で生徒を演じた田原俊彦・近藤真彦・野村義男から成るたのきんトリオ（ジャニーズ事務所）がソロ歌手デビューし、次々とヒットを飛ばした。ジャニーズ事務所とTBSの桜中学シリーズはその後も本木雅弘・薬丸裕英・布川敏和から成るシブがき隊がデビューした。また、『金八シリーズ』からは他事務所からも沖田浩之や本田恭章がアイドルデビューした。
一方、金八シリーズの煽りで人気が下降していた裏番組『太陽にほえろ!』に出演した渡辺徹は、本人出演のアーモンドグリコのCMソングとして使用されたセカンドシングル「約束」が1982年の年間ランキングで33位のヒットさせた。
1980年代前半には横浜銀蝿のJohnnyもアイドル的な人気を獲得。横浜銀蝿は折からのツッパリブームに乗り、コンサート会場でスカウトした嶋大輔を「銀蝿一家」の弟分としてデビューさせ、成功を収めた。
ジャニーズ事務所は1960年代、1970年代は経営が不安定だったが、1980年代前半には盤石の状態となった。しかし、スリースタープロのチェッカーズ、渡辺プロダクションの吉川晃司というロック路線の二組が台頭。対抗するように王道のアイドルグループ少年隊が1986年にデビューした。さらに集団群舞を重視したグループ光GENJIの人気が爆発、社会現象となった。
一方でロック志向の高いチェッカーズや吉川、さらにはイギリスのアイドルバンドカジャグーグーを意識したC-C-Bの人気を受けて、吉川の事務所の後輩である湯江健幸がロック雑誌にも登場するアイドル歌手として活動した。さらにジャニーズ事務所からは岡本健一・前田耕陽・高橋和也らの男闘呼組が、日本ではアイドル的な人気を誇ったボン・ジョヴィを意識したハードロック・バンドとしてデビューした。当時は「ロック=不良の音楽」というイメージが強く、男闘呼組のキャッチフレーズは「ジャニーズ事務所の落ちこぼれ」であった。男闘呼組はアイドルや従来型音楽番組の退潮を受けて、ロック・バンドブームを意識していた。
俳優がアイドル風に売り出される例としては、JAC出身の真田広之、映画『ビー・バップ・ハイスクール』でブレイクした仲村トオル、横山やすしの息子の木村一八、子役アイドルの高橋良明があげられる。

### 1990年代
「アイドル冬の時代」と言われ、男性アイドル人気も下火となる。
入れ替わるようにX JAPAN・LUNA SEA・L'Arc〜en〜Ciel・GLAYといったヴィジュアル系バンドに人気が集中。若い女性ファンを中心に人気を博した。

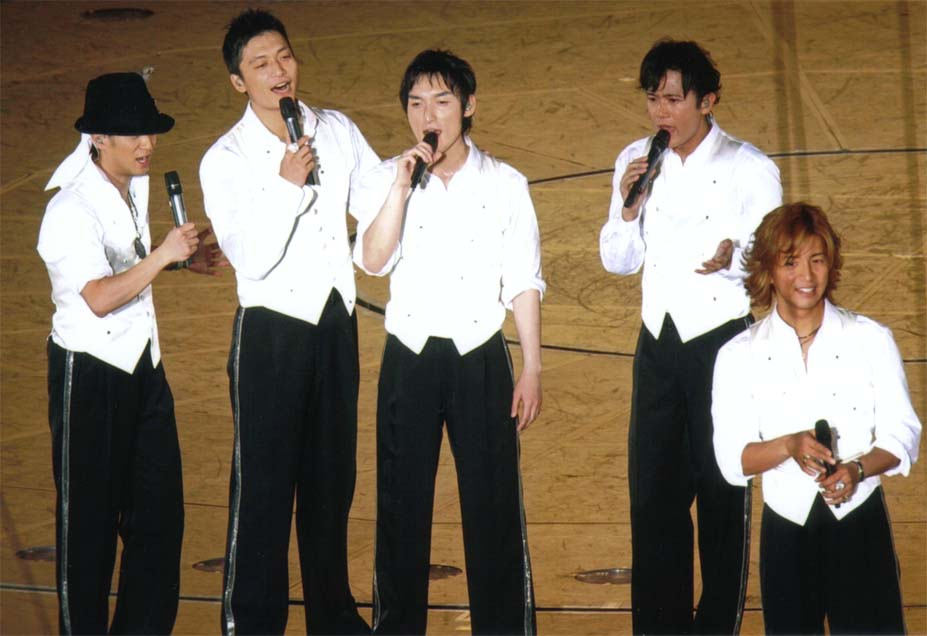
SMAP

ジャニーズ事務所からは当初、光GENJIが人気を博したが、1980年代後半からのバンドブームや元ジャニーズ事務所所属のタレントの暴露が続く等の煽りで失速。その後数年間は低迷期を迎えていたが、中盤からはバラエティーアイドル的なポジションのSMAPがブレイク。成人男性や高齢者にまでファン層を広げ、簡単なメロディーの楽曲と親しみやすいキャラクターで国民的アイドルと評された。
さらにTOKIO・KinKi Kids・V6などの後続者も人気を得て冠バラエティ番組をもつようになった。また、木村拓哉は俳優として、中居正広はバラエティー番組の司会のみならず、NHK紅白歌合戦等の司会を最多で務めるなど、従来のアイドルにはない地位を確立した。また、SMAPの長期の活躍により男性アイドルの寿命が伸びた。さらに滝沢秀明、今井翼、小原裕貴などを筆頭としたジャニーズJr.も人気を獲得し、「8時だJ」や東京ドーム公演を行った。
ライジングプロダクションはそれまで女性アイドルを中心に送り出していたが、ジャニーズ人気の復活に対抗して男性アイドルのプロデュースにも力を入れるようになり、1996年に事務所初の男性グループDA PUMPを結成した。
デビュー前から沖縄アクターズスクール初の男性ユニットとしてメディアで紹介されるなど注目を集め、本来のアイドルグループとは異なり、「ヒップホップコンセプトのアイドルグループ」・「ボーカル・ダンス・ラップ・コーラスなどの分かれた構成」・「ストリートダンスを取り入れたパフォーマンス」・「R&Bやダンスミュージックを取り入れ、キャッチーなメロディーにラップを織り交ぜて歌うスタイル」でジャニーズ系との差別化を図ってバラエティ・音楽番組・CM・映画・ラジオなどにも多数出演し、レギュラー番組を持つなど新たな新境地を確立した。1stアルバムが累計で70万枚を売り上げ、3rdアルバムではシングル・アルバムを通じ初のオリコン1位を獲得、初のベストアルバム「Da Best of Da Pump」が128万枚のミリオンセラーを記録、「NHK紅白歌合戦」にも5年連続出場した。非ジャニーズ系の男性アイドルで初めて成功したグループという評価を受けて人気を集めた。デビュー当初は「SMAPの対抗馬」的なポジションで活躍しており、SMAPとは1990年代後半に男性アイドルとして全盛期を経験したという共通点がある。当時、ジャニーズとの共演はNGという噂があったが、元メンバーのYUKINARIによると「ジャニーズさんとの接触はNGなどと言われていましたが、僕らは気にしていなかったんですよ。店で食事をしていた際、たまたまTOKIOの松岡昌宏さんと遭遇し、そのまま合流したりしてましたから（笑）。紅白に出場した際も、舞台裏でSMAPさんと一緒にダンスを踊ったり、普通に接していただいた」と語っている。
また若手俳優からは「桜坂」でダブルミリオンを記録した福山雅治をはじめ、織田裕二・反町隆史、いしだ壱成は歌手としても一定の成功を収めた。
お笑い界からは吉本印天然素材、グレートチキンパワーズ、ナインティナイン、猿岩石、ネプチューン、ロンドンブーツ1号2号などがアイドル的な人気を博す。特に吉本印天然素材は最初から「ダンスもできるアイドル芸人ユニット」というコンセプトで売り出され、イベントで後楽園ホールを満員にするなど若い女性を中心に人気を獲得。彼らの人気に便乗して他のお笑い系事務所からユニットが結成されるなど、「お笑い芸人のアイドル化」が一般的となった。

### 2000年代
男性アイドル事務所のライバルとして特撮出身者が台頭した。1990年代後半から2000年代前半にかけて昭和特撮リバイバルの影響でイケメンヒーローブームが発生し、スーパー戦隊シリーズ・仮面ライダーシリーズといった特撮番組に出演していたオダギリジョー・要潤・水嶋ヒロ・佐藤健・永井大・玉山鉄二・松坂桃李、ウルトラシリーズ出身の杉浦太陽、「ジュノン・スーパーボーイ・コンテスト」でグランプリを獲得してデビューした小池徹平や溝端淳平などの若手俳優陣たちの活躍が目立つようになる。以後、ジャニーズの対抗馬は男性アイドルではなく、イケメン俳優が取って代わることとなった。また俳優業界からは「俳優集団」を称するD-BOYSのメンバーが登場した。
ライジングプロのw-inds.は1stアルバム『w-inds.〜1st message〜』が初登場で1位獲得。NHK紅白歌合戦にも2002年から2007年まで6年連続で出場した。また日本のみならず中国・香港・台湾・韓国でも活動するなど人気を集めた。
またEXILEも、ボーカルとダンスの分かれた構成と他の男性アイドルとは違った音楽・コンセプトで人気を獲得し、活躍の場を広げる。以降、アイドルグループは歌やダンスの実力にも重点を置くようになり、ダンスグループまたはダンス&ボーカルグループといった表現が増えた（女性アイドルも同様）。2005年デビューのWaTはギターを持ち、アイドルではなくフォークデュオとして売り出していた。

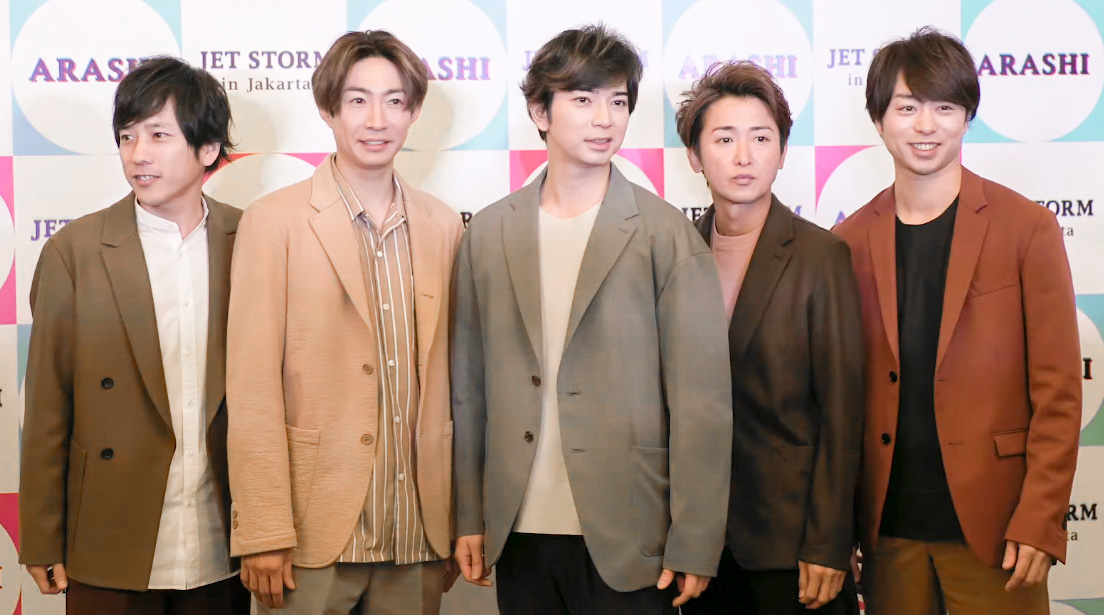
嵐

ジャニーズ事務所からは嵐・タッキー&翼・NEWS・KAT-TUN・Hey! Say! JUMPらが台頭し、テレビ界と男性アイドルシーンにおけるジャニーズの寡占が続いた。中でもKAT-TUNは「不良」や「ギラギラ」などのイメージを持った従来のジャニーズアイドルとは異なったコンセプトで売り出され、デビュー前から東京ドーム公演を開催し、デビューシングル『Real Face』もミリオンセラーを記録するなど大ブレイクした。それに加えて亀梨和也（KAT-TUN）と山下智久（NEWS）による期間限定ユニット・修二と彰のシングル「青春アミーゴ」がヒットした。
お笑い界では島田紳助司会の人気番組『クイズ!ヘキサゴンII』から羞恥心が登場。さらに島田紳助プロデュースのWEST SIDEは関西圏でジャニーズ事務所のタレント達を上回る人気を得て「関西版SMAP」とも呼ばれた。以後、キングコング・オリエンタルラジオ・はんにゃ・NON STYLEらも若年層から人気を集めた。
2000年前後から「アイドルファン＝中高生や若者」というイメージが変化し、高齢女性の追っかけ行為がさかんに報道されるようになった。1990年代に元アイドル・舟木一夫が復活し、2002年にはフォーリーブスが再結成された。とりわけ2000年デビューの氷川きよしは演歌界に大ヒットをもたらしたのみならず、熱心な年配女性のファンを生み、「きよ友」と称したファン仲間の交流がマスメディアに紹介され、年配の視聴者をターゲットにしたテレビドラマの題材にもなった。

### 2010年代
この時代に活動した男性アイドルには、嵐・三代目 J Soul Brothersを筆頭に、GENERATIONS・THE RAMPAGE・FANTASTICS・関ジャニ∞・KAT-TUN・NEWS・Hey! Say! JUMP・Kis-My-Ft2・Sexy Zone・A.B.C-Z・ジャニーズWEST・King & Prince・超特急・DISH//・BOYS AND MEN・祭nine.などがあげられる。
1999年にデビューした嵐は、1stシングルが約100万枚売り上げたものの、その後数年は人気に恵まれず低迷期を経験した。2006年にはアジアツアーを成功させ、2007年にはメンバーの松本潤が出演したドラマ『花より男子』シリーズが大ヒットし、グループの人気に火がついた。その後は東京ドームや国立競技場でのライブだけでなく、 天皇の即位を祝う「国民祭典」 にて「天皇陛下御即位奉祝曲組曲」を歌唱するなどのアイドルを超えた活動や、SMAPやTOKIOのようにバラエティ出演にも力を入れて国民的アイドルとなる。Youtube史上最速（28時間）で登録者100万人達成、好きなアーティストランキング史上最多の通算8度目の首位の獲得、2019年にはJ-POP史上初となる年間アルバム売上ランキング世界一となりギネスに認定されるなど様々な記録も打ち立てた。人気絶頂であった2019年に2020年をもって活動休止することを発表した。嵐が国民的グループとして活動する一方、SMAP解散騒動が起こったり、NEWS・KAT-TUNのメンバーが相次いで脱退するなどの内紛もあったが、Kis-My-Ft2・SexyZone・ジャニーズWESTなどがジャニーズ人気を繋げた。しかし、2019年にはジャニーズ事務所初代社長であるジャニー喜多川が死去し、ジャニーズ事務所は転換期を迎えた。
LDHのEXILE系列グループは若年メンバーによりアイドル性が強化され、王子系のジャニーズとは異なるセクシーなイメージで若い男性層にも好評を得た。ライジングプロダクションの男性アイドルは活動が減っていたが、2018年にはDA PUMPが「U.S.A.」のヒットで再ブレイクを果たし、16年ぶりに『NHK紅白歌合戦』に出場した。
2000年代お笑いブームの影響を受けて、アイドル的人気を持つお笑いタレントも登場した。エグスプロージョン（EDISON）やRADIO FISHの「PERFECT HUMAN」が話題となり、お笑い芸人とダンサーがユニットを組んで人気を集めたが、2010年代に入ると『エンタの神様』や『はねるのトびら』、『爆笑オンエアバトル』等といった2000年代のお笑いブームを牽引したお笑いバラエティ番組が軒並み終了し、『めちゃ2イケてるッ!』や『笑っていいとも!』等の長寿番組となっていた番組までもが相次いで終了、テレビでのお笑い系番組の衰退が続き、若者のテレビ離れや少子化等も相まってアイドル的人気の若手芸人が減少していた。
その代替材としてYouTubeで活動しているHIKAKIN・はじめしゃちょーをはじめ、東海オンエアやフィッシャーズといった男性ユーチューバーたちが台頭。「近所のお兄さん」・「男友だち」的な感覚で視聴者と身近に繋がれる存在として男性アイドルと芸人の中間的なポジションとなり、テレビ番組の出演やU-Fesなどのライブイベントを開催して10代の女子層（中高生）を中心に人気を獲得した。2010年代はまだYouTubeに芸人やジャニーズなどのタレントがほとんど参入していなかったため、ネットでは在野のYouTuberが人気を独占した。またネット上で他にもニコニコ動画からルートファイブ等のいわゆる歌い手が人気となった。
年配女性をターゲットとした演歌アイドルとしては山内惠介や純烈、俳優面からは星野源をはじめ菅田将暉・竹内涼真・福士蒼汰・山﨑賢人・横浜流星・北村匠海・中川大志の活躍も目立った。

### 2020年代
ジャニーズやLDH系列グループ以外ではJO1がバラエティを中心に活躍。お笑い界からはお笑い第七世代やEXITが人気を得ている。
このほか、吉本興業が男性アイドルを売り出しており、INI（LAPONE entertainment）・OCTPATH・OWVといったグループがデビュー。またAAAのメンバーである日高光啓（SKY-HI）が企画したボーイズグループ発掘オーディション「THE FIRST」からBE：FIRST、X JAPANのYOSHIKIが企画したボーイズグループオーディション「YOSHIKI SUPERSTAR PROJECT X」からXYがデビューした。
ジャニーズ事務所からは従来とは異なる路線のグループが台頭。歌唱力を売りにしたSixTONESやアクロバットやダンスを得意とするSnow Manが2020年にデビューし、ミリオンセラーを多く獲得した。2021年にはジャニーズの王道路線であるなにわ男子がデビューし、2022年にはTravisJapanが世界デビューを果たした。2023年にはなにわ男子の道枝駿佑主演映画「今夜、世界からこの恋が消えても」が韓国でヒットし、韓国での人気も獲得した。さらに、SnowManのラウールが「パリ・コレクション」に出演するなど、海外進出を進めた。従来、ジャニーズ事務所は肖像権や著作権の問題でインターネットと距離を置いてきたが、近年Youtube・Instagram・Twitter・TikTokなどを始めとしたSNSへの進出や、一部アーティストの音楽配信・サブスクリプションも行い、2021年にはTikTokにおいてなにわ男子の『初心LOVE』が国内アーティスト最速となる5億回再生を突破するなど、中高生を中心とする若者の人気を博した。同年に結成されたジャニーズ初のYoutubeユニット『ジャにのちゃんねる』は、日本最速でチャンネル登録者200万人を突破。さらに、デビュー前のSixTONES・Snow Man・なにわ男子・Travis Japan、HiHi Jets・美 少年などを筆頭としたジャニーズJr.第二黄金期が訪れ、2000年以来19年ぶりとなる東京ドーム単独公演を行うなど、メジャーデビューしていないにもかかわらず多くのメディアやなどに出演し、活躍の場を広げた。しかし、2023年末にジャニーズ事務所創設者・ジャニー喜多川氏の性加害問題を受け、10月17日よりジャニーズ事務所は株式会社SMILE-UP.へと社名を変更。これにともない、ジャニーズWESTや関ジャニ∞などがグループ名の変更を余儀なくされた。同月17日にジャニーズ事務所との利害関係のない新会社として「STARTO ENTERTAINMENT」を設立し、希望するタレントは同事務所へと移籍することとなった。新事務所設立後、「WE ARE! Let's get the party STARTO!!」を開催。SUPER EIGHT（旧：関ジャニ∞）・WEST.(旧:ジャニーズWEST)・なにわ男子の関西3グループからなる合同ユニット「KAMIGATA BOYZ」が結成され、Aぇ! groupがCDデビューを果たした。timelesz（旧：Sexy Zone）はメンバーの脱退やグループ名変更があり、一般人を対象とした新メンバーオーディションを開催した。デビュー済みのグループでのメンバー追加はジャニーズ事務所時代にはほぼ前例がない試みである。2025年にはジャニーズJr.時代より活躍してきたHiHi Jets･美 少年･7 MEN 侍を解体し､「ACEes」「KEY TO LIT」「B&ZAI」の3組が新たに結成された。従来のジャニーズJr.にはよく見られていたが、近年グループは固定化されていたため、グループの再編成は異例となった。
一方でユーチューバー界隈は芸能人やタレントのYoutube参入、また、視聴者の主だった10代が成人年齢となったこと、Youtuber本人たちにも既婚者の増加・あるいはメンバーの脱退や卒業、新型コロナウイルスなど影響による過渡期を迎えている。現在では、コムドットやLazy Lie Crazyが若い世代からアイドル的な人気を得ており、2022年4月にはスカイピースがコンビYouTuberとしては史上初の日本武道館公演を開催し、9月には東海オンエアが所属事務所UUUM史上初の単独アリーナ・単独1万人規模のイベント「T 東海オンエア C カモン東京!! Gゴッドオブエンターテインメント 〜こんなのアリーなんですか?〜」をぴあアリーナMMで行った。
現在の男性アイドルにはSixTONES・Snow Man・DA PUMP・なにわ男子・King & Prince・JO1・Da-iCE・INI・CUBERS・原因は自分にある。・BALLISTIK BOYZ・VOYZ BOY・Zero PLANET・プラチナボーイズ・BE：FIRST・BUDDiiS・7ORDER・OCTPATH・DISH//・BLVCKBERRY・THE SUPER FRUIT・Travis Japan・ジャニーズJr.(現:ジュニア)Aぇ! group・timeleszなどがあげられる。

## 女性アイドル史

### 前史
江戸時代の水茶屋にいた看板娘や、明治時代に全盛を迎えた女義太夫、大正時代から昭和30年代ごろに活躍した少女童謡歌手などが現代におけるアイドル的な存在として語られることがある。

### プレ・アイドル期
1950年代から1960年代にかけては日活青春映画などに出演していた吉永小百合や美空ひばりらが活躍し、ひばりに江利チエミ・雪村いづみを加えた「三人娘」や伊東ゆかり・中尾ミエ・園まりからなる「スパーク3人娘」、ザ・ピーナッツなどがアイドル的なポジションで活動していた。1960年代後半、酒井和歌子、内藤洋子は東宝青春映画の旗手として活躍し、「青春スター」と呼ばれていた。
1970年、テレビドラマ『おくさまは18歳』で人気を得た岡崎友紀は、映画が上位にありテレビが低く見られていた時代にあって、テレビドラマからスターになった。岡崎や吉沢京子など、上記の「青春スター」をさらに若くしたイメージで人気を得た彼女らは「ヤングスター」と呼ばれており、まだ「アイドル」というジャンルは確立されていなかった。この「ヤングスター」の時代を経て、1970年代の"アイドル黄金期"へと突入する。

### 1970年代
1970年代になると「スター」という言葉が「アイドル」に置き換えられていった。天地真理・南沙織・小柳ルミ子の「新三人娘」がデビューした1971年は日本の女性アイドル史における"アイドル元年"とされる。以降、麻丘めぐみ・アグネス・チャン・あべ静江・浅田美代子・太田裕美・木之内みどり・高田みづえ・岡田奈々・榊原郁恵・大場久美子・石野真子といったソロアイドル歌手が多く台頭。オーディション番組『スター誕生!』からは、森昌子・山口百恵・桜田淳子の「花の中三トリオ」をはじめ、岩崎宏美・伊藤咲子など多くのアイドルがデビューした。特に山口百恵は歌・映画・ドラマと多方面に活躍し、1970年代のアイドル界における最大のスターとなった。キャンディーズは、「センターという概念」「メンバーのイメージカラー」「ライブ重視の活動」など、後世のアイドル界のセオリーを多く残したパイオニア的存在となった。1976年にデビューしたピンク・レディーは派手な振り付けで子供世代の人気を得てミリオンセラーを連発。社会現象となり1970年代後半のアイドルシーンを牽引した。当時は量産される女性タレントに対し揶揄の意味を込めて「かわい子ちゃん歌手」と呼ぶ風潮もあった。

### 1980年代

中森明菜

1980年代に入り、岩崎良美・松田聖子・柏原芳恵・河合奈保子ら若年層に向けたポップスを主とする歌手が活躍を始め、「アイドル」の呼称が市民権を得るようになった。特に1980年に歌手デビューした松田聖子は、それまでの女性アイドルの既成概念を変えて以後のアイドルの"原型"になったとされ、日本のアイドルを象徴する国民的歌手となった。1980年時点では松田のレコード売上は新人部門4位で、ニューミュージック勢が優勢であったが、1982年に『スター誕生!』出身の小泉今日子と中森明菜がデビューし、女性アイドルの黄金時代となった。小泉・中森に加え、同期の松本伊代・早見優・堀ちえみ・石川秀美が相次いでブレイクし「花の82年組」と称され、1980年代アイドル・ブームの一つの頂点となった。中森はヒット曲を連発して歌謡界の女王となり、松田聖子と人気を二分する存在となった。テレビ中心に活動するアイドルが多いなかで、角川映画からブレイクした薬師丸ひろ子は「テレビに出ない映画アイドル」として一世を風靡し、続けて登場して人気となった原田知世・渡辺典子とともに「角川三人娘」と呼ばれた。
1984年には岡田有希子と菊池桃子がデビュー。高い音楽性を持った正統派アイドルとして人気を集めた。同年デビュー組の荻野目洋子はアイドルポップスとダンスナンバーを融合した和製ユーロビート路線がヒットし、長山洋子（後に演歌歌手へ転向）は確かな歌唱力での洋楽カバー曲がヒットした。翌1985年には浅香唯・斉藤由貴・中山美穂・南野陽子がデビュー。『スケバン刑事』シリーズなどのテレビドラマで人気となり、ドラマ先行型アイドルの流れを作った。同年デビューにはほかに本田美奈子.・松本典子・芳本美代子らがおり、レベルの高さと層の厚さを示した。
日本で最初の大人数アイドルグループであるおニャン子クラブは、バラエティ番組『夕やけニャンニャン』（フジテレビ系）から誕生。高校生を中心に多くのメンバーが在籍し、新田恵利・国生さゆり・福永恵規・河合その子・高井麻巳子・城之内早苗・岩井由紀子・渡辺美奈代・渡辺満里奈・工藤静香・生稲晃子らがソロデビューしている。うしろゆびさされ組・うしろ髪ひかれ隊・ニャンギラスら派生ユニットを生み出す流れはその後のアイドルグループの原型となった。雑誌発のモモコクラブからは「桃組三人娘」と呼ばれた西村知美・島田奈美・杉浦幸や、ユニークなキャラクターで話題となった酒井法子らが輩出された。
1987年のおニャン子クラブの解散後、「アイドル四天王」と称された中山美穂・南野陽子・浅香唯・工藤静香（前述のおニャン子クラブ出身）がアイドルシーンを席捲した。また後藤久美子・小川範子・坂上香織・喜多嶋舞・宮沢りえらローティーンの子役やモデルがテレビ・CM等を中心に美少女ブームを牽引した。デュオとしては、Winkが無機質な表情と独特のダンスでブレイクし、レコード大賞を受賞した。
次第にアイドルという言葉も多様化し、80年代末から90年代前半にかけて「バラドル」「エンドル」といった派生ジャンルも流行した。森口博子・井森美幸・山瀬まみは歌手としては大成しなかったが、バラドルの地位を確立した。エンドルはアイドル性のある女性演歌歌手を指す言葉で、アイドル歌手出身の長山洋子のほか、石原詢子、大和さくら等が該当する。
このように数多くデビューはしたが、長らく歌手として活躍できたのは松田・中森・小泉・中山・工藤等ごくわずかで、多くは女優や歌手以外のタレント業へとシフトして行った。1986年には岡田が自殺し世間に衝撃を与えた。
男性アイドル事務所であるジャニーズ事務所にも、1970年代から1980年代にかけては男女混合ユニットであるVIPや、女性グループのスリーヤンキース・オレンジシスターズが所属していた。

### 1990年代

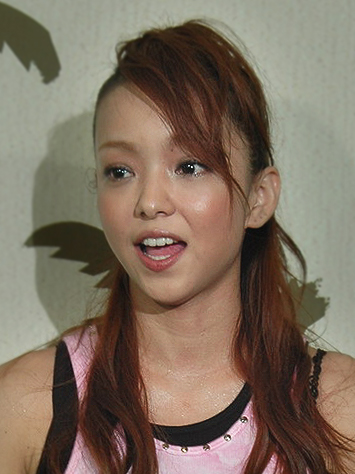
安室奈美恵

1990年代に入るとアイドル全体の人気が下火となり、音楽番組も次々と打ち切られる。この時期の女性タレントは「アイドルと見られた時点で人気に陰りが出る」ために、脱アイドル化を図り、歌謡曲を歌うアイドルからJ-POPを歌うアーティストへと変化していった。"アイドル冬の時代"と言われるなかで、高橋由美子は"20世紀最後のアイドル"と称される活躍を示した。1990年代アイドルにおいては、CMで注目され、女優としても活動し、人気上昇とともに歌手活動というパターンが主流となる。メディアミックス型のアイドルとして、「3M」と称された観月ありさ・宮沢りえ・牧瀬里穂が登場。内田有紀と広末涼子は、女優業やCM出演で人気を得たタイミングで歌手デビューし、デビュー曲からオリコンチャートの1位、2位を獲得する活躍を示した。女優系アイドルとして裕木奈江・桜井幸子・酒井美紀・雛形あきこ・仲間由紀恵・菅野美穂・奥菜恵らが歌手デビューしている。
一方、Winkなど1980年代に人気を博したアイドルも一部ではあるが活動を続けていた。松田聖子、小泉今日子、中山美穂、工藤静香、酒井法子は、1990年代のJ-POPシーンにおいてもヒット曲を産み出した。
『伊集院光のオールナイトニッポン』から生まれた「芳賀ゆい」は、後のバーチャルアイドルの元祖とされる。1994年には水野あおいという元祖プレアイドル（現在でいうライブアイドル）も活動を開始した。
グループでは、フジテレビの乙女塾から生まれたCoCo・ribbon・Qlairが1980年代型の王道路線で活躍した。テレビ朝日の番組『桜っ子クラブ』からは、メインキャラクターの「桜っ子クラブさくら組」が生まれた。ビーイングがプロデュースしたMi-Keは昭和歌謡のオマージュ中心の異色のアイドルグループとして活躍。C.C.ガールズはセクシーグループのブームを巻き起こした。制服向上委員会（SKi）はマスメディアを積極的に見限り、目の前のコアファンの物販力にターゲットを絞る活動で、後のライブアイドル業界におけるビジネスモデルを確立させた。TPDやSKiは、ライブアイドルの草分け的存在とされる。Melodyはアイドル冬の時代においてコアファンから圧倒的な支持を受けた。
TPDからデビューした篠原涼子は、バラエティ番組『ダウンタウンのごっつええ感じ』での人気獲得後、小室哲哉プロデュースで本格的な音楽活動を展開。篠原は、J-POPシーンにおけるアイドルからアーティストへの転向を最も分かりやすく示した。沖縄アクターズスクール出身のSUPER MONKEY'Sからは、メインボーカルの安室奈美恵がトップアーティストとなる。小室がプロデュースした安室奈美恵や華原朋美らは「小室ファミリー」と呼ばれ、ヒットチャートに多くの曲を送り込んだ。沖縄アクターズスクール出身者からはSPEEDも登場。本格的なボーカルとダンス力でミリオンセラーを連発した。他にも、この時代にはアイドルとしてデビューした後にアーティストに転身し成功する女性ボーカリストが続出した。
1998年、オーディション番組の『ASAYAN』から生まれたモーニング娘。がメジャーデビューし大ブレイクする。テレビ番組を通じて素人がスターになる舞台裏を見せたという点で、モーニング娘。以降は純粋な意味でのメディアアイドルは生まれなくなったとされる。ハロー!プロジェクトは1990年代末以降、モーニング娘。を中心とした大所帯のアイドル組織となった。モーニング娘。はその後も一定の規模を保ってメンバーを循環させながら、アイドルグループとして時代を経ていった。

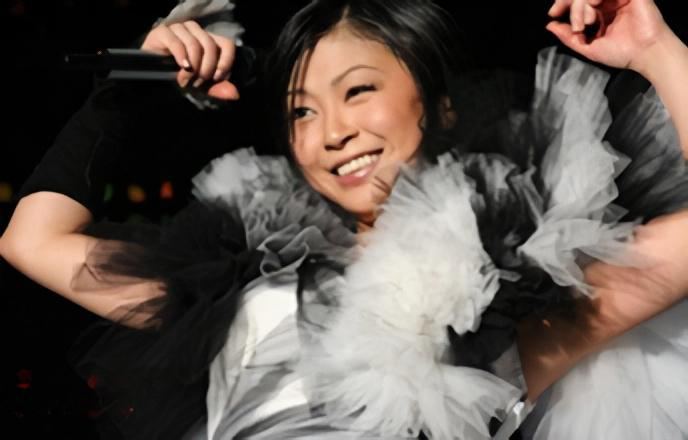
宇多田ヒカル

1990年代後半には鈴木亜美・浜崎あゆみ・宇多田ヒカルが人気を博す。
また、ビーイング系を中心としたZARD・MANISH・KIX-S・Every Little Thing・PAMELAH・Favorite Blueら、従来のアイドル枠には収まらない女性ヴォーカルが活躍した時代でもあった。これらはアーティストと呼ばれるようになってゆく。
また、1990年代に入ると、チャイドルブームやねずみっ子クラブ、SPEED、おはガール等の登場により、アイドルの低年齢化が一気に進み、小中学生でデビューすることが当たり前となった。こうしたアイドルは、表向きには同世代をターゲットとしていたが、次第に大人のファンも一定数現れ、少子化等の影響もあり、むしろそちらの方が低年齢アイドルのメイン支持層となっている。

### 2000年代
前述の浜崎あゆみや宇多田ヒカルに加えて、倉木麻衣・中島美嘉・愛内里菜・大塚愛・YUI・倖田來未・BoA・伊藤由奈・木村カエラが人気を博し、J-POP界で「歌姫」ブームが巻き起こった。このようなアーティスト路線のソロ女性歌手の台頭により、従来型の女性アイドルは完全に下火となった。
また、前述のモーニング娘。がいわゆるハローマゲドン等の影響もあり、2002年頃から売上が急速に低下し始め、テレビではそのモー娘。と入れ替わる形で、小池栄子やMEGUMI等のイエローキャブ所属のグラビアアイドルや、同時期からやや遅れて優香、眞鍋かをり、中川翔子、若槻千夏、小倉優子、安めぐみ等といったグラビア出身者が、バラドルとしてバラエティ番組を席巻した。
2001年にはハロー!プロジェクト内で松浦亜弥がデビューし、人気となる。また2000年代半ばになると柴咲コウ・上戸彩・新垣結衣・沢尻エリカ・綾瀬はるかといった女優が歌手デビューし、下火となった女性ソロアイドルの枠を埋め合わせるかたちで活躍した。
一方で、アイドルグループは秋元康プロデュースの推定少女や、フジテレビ主導のアイドリング!!!、オスカー所属の美少女クラブ21、ライジングプロダクション所属のHINOIチーム等がデビューしたものの、何れのグループも一般大衆からの人気を得られず、アイドリング!!!以外のグループは何れも5年以内に解散するなど、短命に終わった。女性アイドルから爆発的にヒットするグループが現れず、グラビアアイドル以外の女性アイドルは再び冬の時代を迎えることとなった。

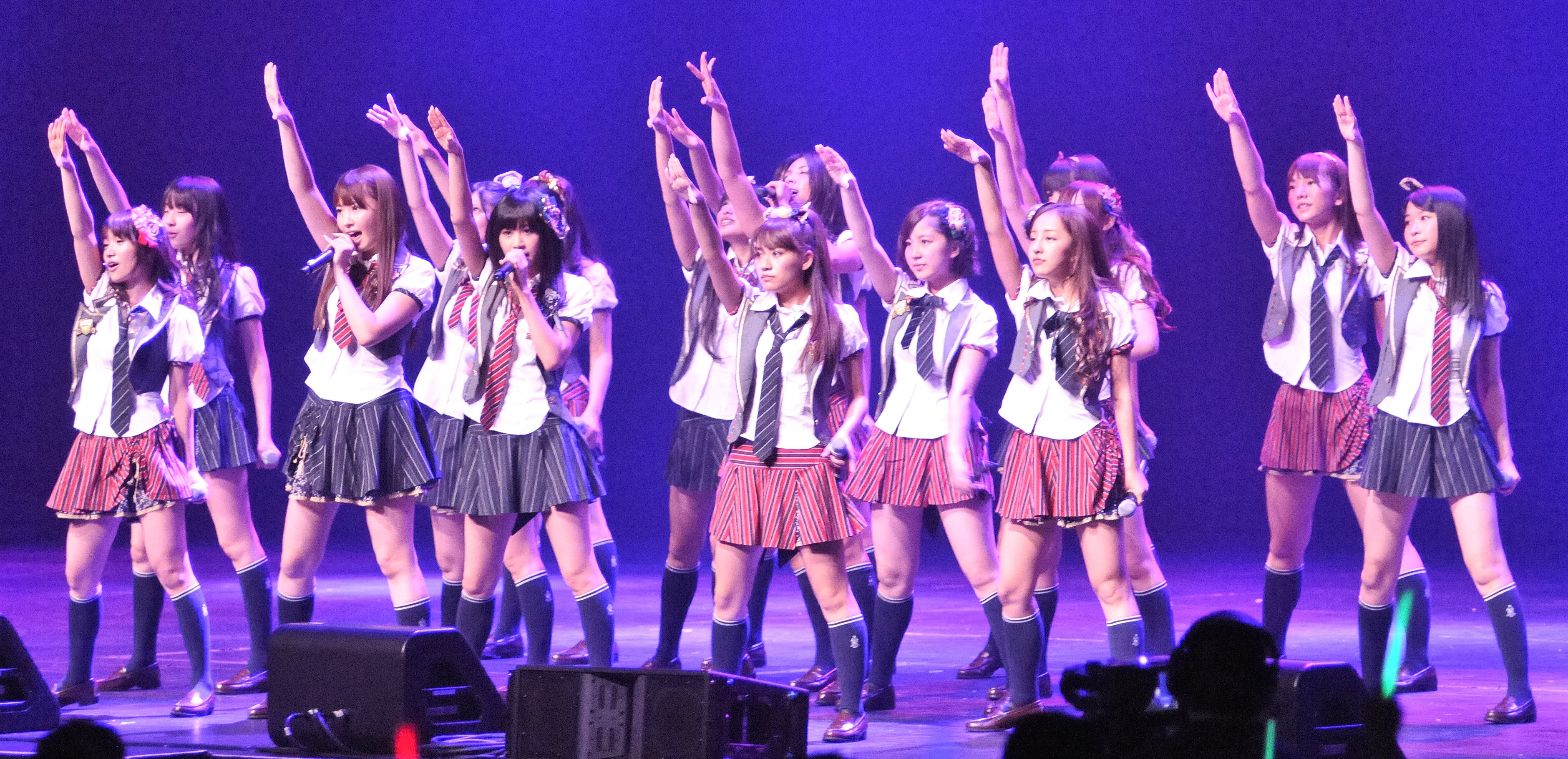
AKB48

2005年にはアキバ系オタクが主人公の『電車男』がブームとなり、秋葉原やオタク文化が注目されると、秋元康プロデュースのAKB48が結成され、2007年の『紅白歌合戦』に中川翔子、リア・ディゾンとともに「アキバ系アイドル」枠で出場した。
2007年にはPerfumeが「ポリリズム」でブレイクし、音楽面から人気を獲得した。2008年にはAKBがキングレコードに移籍し、「大声ダイヤモンド」のCDに握手券を封入させ、以降、女性アイドル冬の時代に急速に売り上げを伸ばしてゆく。
AKB48グループは、総選挙や握手会といったシステムを導入し、2000年代後半から2010年代後半にかけて東京・名古屋・大阪・福岡・新潟・瀬戸内などが拠点のアイドルグループを作り、それを全国的に繋げるというユニークなかたちで成功した。

### 2010年代
2010年ごろになると、前述のAKB48が「ヘビーローテーション」等のヒットで本格的なブレイクを果たしたことや、ももいろクローバーZのブレイクにより、下火となっていた女性アイドルグループ業界が急速に活性化することとなった。
また、「アイドルを名乗るタレントの数が日本の芸能史上最大」という状況になり、「アイドル戦国時代」と呼ばれるようになった。
ソニーミュージックが手掛け、秋元康がプロデュースする乃木坂46・欅坂46（後に櫻坂46へ改名）・日向坂46ら坂道シリーズのブレイク、スターダストプロモーション所属のももいろクローバーZの女性グループ初となる国立競技場ライブ開催、ハロー!プロジェクトからスマイレージ（後にアンジュルムへ改名）・Juice=Juice・カントリー・ガールズ・こぶしファクトリー・つばきファクトリー・BEYOOOOONDSが安定した人気を保つなど、多数の女性グループが活躍した。LDHからはE-girls、Perfumeが成功したアミューズからは「アイドルとメタルの融合」をテーマに結成されたBABYMETALがブレイクした。
2010年から始まった、女性アイドルの大規模フェスTOKYO IDOL FESTIVAL（TIF）の規模も、200組以上もの出演者が参加するまでになっている。
さらには、新潟のNegicco・宮城のDorothy Little Happy・愛媛のひめキュンフルーツ缶・福岡のLinQなど、ローカルアイドル（ロコドル）と呼ばれる、地域に密着したアイドルも相次いで全国デビュー。中には福岡のRev. from DVLに所属していた橋本環奈のように、個人で全国区の人気を集めたケースもある。日本ご当地アイドル活性協会代表の金子正男によると、東京拠点の1500組を除いた全国46道府県のアイドルは、2021年7月1日現在で2132組存在する。
2010年代の女性アイドルグループは一部を除き、そのほとんどが握手券を封入させたCDの売上や、チェキ券などの物販（特典会）の売上で収益を得ており、2000年代までは珍しかった接触イベント重視のアイドルが一般的になった。一方で、供給過多とも言えるアイドルグループの数や、ファンとの距離が近いビジネスにより、2014年のAKB48握手会傷害事件や、2016年の小金井ストーカー殺人未遂事件、2019年のNGT暴行事件等、女性アイドルがトラブルや事件に巻き込まれるケースが発生するようになった。
2010年代終盤では、新たにでんぱ組.incやBiSHなどがコンサート・ライブでの成果を見せたが、従来のコンセプトを抜け出せない量産型アイドルが増えており、ほとんどが小規模のライブや握手会などのいわゆる接触イベントといったマイナーアイドルの活動方式に従うので、大衆的にアピールするのが難しい状況である。大量の女性アイドルグループがデビューした一方で、ハロプロや秋元系グループからソロデビューする一部の者を除き、ソロ女性アイドルがほぼ存在しなくなった。
また、女性アイドルが低年齢化した1990年代から2000年代とは打って変わって、アイドルの高齢化が指摘された。AKB48やハロー!プロジェクトの例から、女性アイドルは25歳が定年だと言われるようになった。
このころから「推し」という言葉が一般化した。

### 2020年代
2020年は、新型コロナウイルス（COVID-19）の影響により、アイドルの収入源であるライブ公演やグッズ販売が困難となり、大きな支障をきたしている。この問題はアイドルだけでなく芸能界全体にも関係するが、特に握手会などで利益を出していた昨今のアイドルは打撃が大きく、2022年には秋元康が運営参画したラストアイドルが解散した（その後、グループ名を引き継ぎ再デビュー）。坂道シリーズやPerfume・AKB48グループ・ハロー!プロジェクト・STAR PLANET（旧 STARDUST PLANET）といったすでに人気のあるグループを除き、アイドルの活躍はテレビではほとんど見られない。また、2020年大晦日の『第71回NHK紅白歌合戦』ではAKB48が落選し、2022年の『第64回日本レコード大賞』でも、坂道シリーズとAKBグループが選出されなかった。
アイドル全体で見た時にマスメディアで常時取り上げられるほどの人気を獲得するアイドルは極めて例外的であり、それ以外はライブアイドルとして街頭でのチラシ配布やライブハウスにおける公演の他に、SNSや動画共有サイトなどでの情報発信によって集客を行っており、収益が不足し短命に終わるアイドルも非常に多い。
一方、コロナ不況のなかで若い世代に1980年代が再発見され、1980年代女性アイドルのリバイバルが起きた。
また、2020年以降では、テレビ出演でアイドルとしてデビューするケースではなく、YouTubeやTikTok等のSNSでの情報発信を通して、クリエイターとしての人気や収入源を確立してから、アイドルとして成功するケースが増えている。2020年以降、各テレビ局が視聴率の指標を、世帯視聴率からより若年層がターゲットである個人・コア視聴率へと変更したことにより、なえなのや景井ひなといったインフルエンサー・TikTokerや、古川優奈や生見愛瑠等といったモデルがテレビでも活動するようになったが、写真集を出したり男性雑誌へのグラビアも行うなど、事実上アイドルのような活動を行っている者も多い（いわゆるモグラ女子）。一方で、平成期に全盛を極めた専業グラビアアイドルはテレビからほとんど姿を消し、一部の者が深夜番組やトーク番組にゲストで登場する程度にまで活動が減っている。
前述の通り、2010年代には「女性アイドル25歳定年説」が唱えられたが、2020年代にはJuice=Juiceの金澤朋子が26歳、AKB48の柏木由紀が32歳までグループに在籍し、このジンクスを打ち破った。

## 日本における韓国アイドル
韓流ブームにおける東方神起やBIGBANGといった韓流アイドルや、チャン・ドンゴンや『冬のソナタ』でブレイクしたペ・ヨンジュンといった俳優を足掛かりに日本に進出し、2000年代後半からKARAや少女時代が日本でも人気になった。実力派アイドルの空席を埋めるかたちでTWICEをはじめとするK-POPアイドルグループが日本に進出し、需要を満たしているのではないかという見方もある。さらにAKB48グループと韓国のCJ ENMによる日韓合同アイドルグループIZ*ONEに宮脇咲良（当時HKT48）らも参加した。
K-POP人気を受けて日本のソニーミュージックと韓国のJYPエンターテインメントによる共同ガールズグループプロジェクトであるNizi ProjectからNiziUが2020年12月2日にデビューした。
一方で、2011年のフジテレビ騒動など2010年代前半に日韓の政治的関係が急激に悪化して以降、K-POPグループを大々的に日本のテレビ番組などに出演させることが困難となった。
このほか、中国では2021年に大衆文化芸術全般への整風運動として、K-POP的な男性アイドル（女性アイドルも含む）の容姿や活動を規制し、アイドル育成番組を「低俗で下品な娯楽」として放送を禁止した。

## 洋楽アイドル
1950年代にはアネット・ボビー・ライデル・ファビアン・コニー・フランシスらが、1960年代にはモンキーズやシルヴィ・バルタンらフレンチ・ポップスのアイドル、イタリアのジリオラ・チンクエッティ・ボビー・ソロらが人気となった。大阪万博の開催などを契機に世界の音楽への関心が高まり、テレビ局や音楽産業が開催した世界歌謡祭、東京音楽祭からもヒットが生まれ、とりわけ1974年の第3回東京音楽祭グランプリのルネ・シマールが人気となった。1970年代においては、俳優ではジョン・モルダー・ブラウン、レナード・ホワイティング、レイモンド・ラブロック（レイ・ラブロック）、ビョルン・アンドレセンらが日本でも人気を獲得している。他にマーク・ハミル、マーク・レスター、ジャン・マイケル・ヴィンセント、ジャック・ワイルドらの人気俳優も、欧米や日本のティーンエイジャーの間で人気があった。彼らはアイドルとして10代向けの雑誌の表紙やグラビアに掲載された。
多くの10代のアイドルの特徴の1つは、ファン（場合によってはミュージシャン自身）が大人になると自分たちが過去に聴いていた音楽を嫌う傾向もあり、大人にはあまり聞かれない場合もある。そういったバブルガムポップのティーンアイドルパフォーマーは、デヴィッドとショーンのキャシディ兄弟、レイフ・ギャレット、オズモンド・ブラザーズ（特にダニー・オズモンドとマリー・オズモンド）、トニー・デフランコとザ・デフランコ・ファミリーなどで、さらに1970年代後半の日本では、イギリスのアイドルグループ、ベイ・シティ・ローラーズが大人気となった。
一方、大人の鑑賞に耐えうる本格的なアーティストでも、アフロアメリカンのグループのジャクソン5とマイケル・ジャクソンやビージーズのギブ兄弟の末弟アンディ・ギブはディスコサウンドでヒットを連発し、ティーンからもアイドル的な人気を得た。
1980年代前半に英米と日本で人気を博したデュラン・デュランらはニューロマンティックとして、ビジュアルを強調して売り出された。折からの円高などからイギリスへの留学生が増え、女子留学生達がアイドルを発掘、パナッシュのように日本でのみ人気となった洋楽アイドルも現れ、さらにイギリス人のバンドG.I.オレンジが成功を収めた。ボン・ジョヴィも当初はアイドル的に売り出されたが、1980年代後半には欧米で高い人気を獲得し、ハードロック/ヘヴィメタルブームの中心となった。

### 1950年代
- アネット
- ボビー・ライデル
- ファビアン
- コニー・フランシス

### 1960年代
- シルヴィ・バルタン
- フランス・ギャル
- シャンタル・ゴヤ
- モンキーズ
- ジリオラ・チンクエッティ
- ボビー・ソロ
- ダニエル・ビダル

### 1970年代
- ボビー・シャーマン
- デヴィッド・キャシディ
- パートリッジ・ファミリー
- ルネ・シマール
- ノーランズ
- ジャクソン5
- オズモンズ
- ベイ・シティ・ローラーズ
- バスター
- オリビア・ニュートン＝ジョン
- チープ・トリック
- アラベスク

### 1980年代
- マイケル・ジャクソン
- マドンナ
- ストロベリー・スウィッチブレイド
- デュラン・デュラン
- カジャグーグー
- メヌード
- A-ha
- Wham
- ボン・ジョヴィ
- チャーリー・セクストン
- エイス・ワンダー
- ニュー・エディション
- ニュー・キッズ・オン・ザ・ブロック
- カイリー・ミノーグ
- バナナラマ
- マルティカ
- デビー・ギブソン
- ティファニー
- アリッサ・ミラノ

### 1990年代
- テイク・ザット
- ブラー
- スパイス・ガールズ
- シャンプー
- TLC
- バックストリート・ボーイズ
- ブリトニー・スピアーズ
- ミー・アンド・マイ
- リッキー・マーティン
- ウエストライフ
- イン・シンク
- ハンソン

### 2000年代
- クリスティーナ・アギレラ
- マイリー・サイラス
- T.A.T.u.
- リアーナ
- プッシーキャット・ドールズ
- セレーナ・ゴメス

### 2010年代
- ジャスティン・ビーバー
- フィフス・ハーモニー
- テイラー・スウィフト
- オースティン・マホーン
- ワン・ダイレクション
- リトル・ミックス

### 著書
- 青木一郎[注 8]「絶対アイドル主義」（プラザ、1990年3月）ISBN 9784915333675、「炎のアイドルファン ―絶対アイドル主義2―」（青心社、1990年12月）ISBN 9784915333859
- 竹中夏海 「IDOL DANCE!!! ―歌って踊るカワイイ女の子がいる限り、世界は楽しい―」ポット出版、ISBN 9784780801927

### 書籍
- 稲増龍夫『増補 アイドル工学』筑摩書房〈ちくま文庫〉、1993年4月22日。ISBN 4-480-02732-7。
- 稲増龍夫『SPEEDに見るアイドル現象の変容　―「異性愛」から「自己愛」へ』勁草書房〈北川純子編『鳴り響く性　日本のポピュラー音楽とジェンダー』所収〉、1999年9月20日、155-178頁。ISBN 4-326-85163-5。
- 小川博司『音楽する社会』勁草書房、1988年11月30日。ISBN 4-326-65097-4。
- 小川博司『アイドル歌手の誕生と変容』東京書籍〈民族音楽叢書10　現代と音楽（藤井知昭・高橋昭弘責任編集）〉、1991年6月27日、89-106頁。ISBN 4-487-75260-4。
- 香月孝史『「アイドル」の読み方　混乱する「語り」を問う』青弓社〈青弓社ライブラリー81〉、2014年3月20日。ISBN 978-4-7872-3372-1。
- 香月孝史・上岡磨奈・中村香住 編『アイドルについて葛藤しながら考えてみた ジェンダー/パーソナリティ/〈推し〉』青弓社、2022年7月25日。ISBN 978-4-7872-7449-6。
- 加藤裕治『スターという映像文化』有斐閣〈長谷正人編『映像文化の社会学』所収〉、2016年10月10日、217-231頁。ISBN 978-4-641-17424-5。
- 斉藤貴志『アイドル冬の時代　今こそ振り返るその光と影』シンコーミュージック・エンタテイメント、2016年9月28日。ISBN 978-4-401-64336-3。
- 笹山敬輔『幻の近代アイドル史　明治・大正・昭和の大衆芸能盛衰記』彩流社〈フィギュール彩〉、2014年5月25日。ISBN 978-4-7791-7014-0。
- 周東美材『「未熟さ」の系譜　宝塚からジャニーズまで』新潮社〈新潮選書〉、2022年5月25日。ISBN 978-4-10-603879-2。
- 田島悠来 編『アイドル・スタディーズ　―研究のための視点、問い、構造』明石書店、2022年9月30日。ISBN 978-4-7503-5323-4。
- 谷島貫太『インターネットはアイドルのローカル性を再編成する』ナカニシヤ出版〈高馬京子・松本健太郎編『越境する文化・コンテンツ・想像力　トランスナショナル化するポピュラー・カルチャー』所収〉、2018年10月20日、175-189頁。ISBN 978-4-7795-1327-5。
- 辻泉・南田勝也・土橋臣吾 編『メディア社会論』有斐閣〈有斐閣ストゥディア〉、2018年9月20日。ISBN 978-4-641-15055-3。
- 西兼志『アイドル/メディア論講義』東京大学出版会、2017年4月3日。ISBN 978-4-13-053024-8。
- 明星編集部 編『「明星」50年　601枚の表紙　カラー版』集英社〈集英社新書〉、2002年11月20日。ISBN 4-08-720170-8。
- 諸井克英　『「メンヘラ」の響き－幸せと不幸せが鳴り響く濁り江－』 2025年６月　彩流社　　ISBN 9784779130540

### 論文
- 青柳寛「アイドル・パフォーマンスとアジア太平洋共同体の意識形成(環太平洋経済圏における産業・経営・会計の諸問題)」『産業経営研究』第18巻、日本大学、1996年3月30日、43-58頁、NAID 110006159892。
- 稲増龍夫「「ネットワーク組織としてのSMAP-現代アイドル工学'96」(評価問題研究会第11回研究会)」『日本ファジィ学会誌』第8巻第5号、日本知能情報ファジィ学会、1996年10月15日、NAID 110002940787。
- 濱本和彦「1/f ゆらぎを用いた松浦亜弥の「国民的アイドル度」の客観的評価に関する研究」（東海大学情報理工学部情報メディア学科）

### ムック
- 稲増龍夫「山口百恵から松田聖子へ…なぜ「アイドル革命」は起こったのか　80年代アイドルの構図とは何か」『語れ!80年代アイドル[永久保存版]』KKベストセラーズ〈ベストムックシリーズ52〉、2014年7月26日、54-55頁。ISBN 978-4-584-20552-5。
- 『デラックス近代映画 ビジュアル名鑑 ザ・スタア50年 女性編 原節子から内田有紀まで』近代映画社、1995年2月15日。
- 『日本昭和アイドル歌謡大全』辰巳出版〈タツミムック〉、2020年11月10日。ISBN 978-4-7778-2679-7。
- 『別冊宝島2611号 80年代アイドルcollection』宝島社〈別冊宝島〉、2017年9月7日。ISBN 978-4-8002-7122-8。
- 『BOMBアイドル30年読本』学研パブリッシング〈GAKKEN MOOK〉、2010年3月25日。ISBN 978-4-05-605882-6。